# Cameron Wood
Pour les articles homonymes, voir Wood.
Cameron Wood, né le 16 novembre 2001, est un coureur cycliste américain, spécialiste du BMX. 

## Biographie
Cameron Wood vient de Bozeman, dans le Montana. Pendant son enfance, sa mère l'envoie se défouler sur la piste locale de BMX pour qu'il cause moins de dégâts chez lui et chez les voisins. En 2018, sa famille déménage en Arizona, également pour lui offrir de meilleures opportunités d'entraînement sous la direction de l'ancien champion du monde Sam Willoughby,. 
Au début des années 2020, il incarne la révèle du BMX aux États-Unis depuis que Connor Fields a pris sa retraite. Après avoir atteint pour la première fois la finale des mondiaux en 2021 (il se classe dernier de la course), il se révèle en 2022 en terminant deuxième du classement général de la Coupe du monde, où il gagne une manche à Bogota. Il décroche ensuite la médaille d'argent aux Jeux panaméricains de 2023.

## Palmarès

### Jeux olympiques
- Paris 2024
  - 5e de la finale du BMX

### Championnats du monde
- Zolder 2019
  - 9e du BMX juniors
- Papendal 2021
  - 8e du BMX
- Nantes 2022
  - 9e du BMX

### Coupe du monde
- 2019 : 125e du classement général
- 2022 : 2e du classement général, vainqueur d'une manche
- 2023 : 12e du classement général, vainqueur d'une manche
- 2024 : 20e du classement général

### Jeux panaméricains
- Santiago 2023
  -  Médaillé d'argent du BMX